# Zimmernsupra
Zimmernsupra é um município da Alemanha localizado no distrito de Gota, estado da Turíngia.  Pertence ao verwaltungsgemeinschaft de Nesseaue.

## Demografia
Evolução da população (em 31 de dezembro):
| - 1994 - 321 - 1995 - 300 - 1996 - 312 - 1997 - 356 | - 1998 - 394 - 1999 - 399 - 2000 - 384 - 2001 - 376 | - 2002 - 358 - 2003 - 375 - 2004 - 381 - 2005 - 389 |

Fonte a partir de 1994: Thüringer Landesamt für Statistik